# Ешли Твичел
Ешли Грејс Твичел (енгл. Ashley Grace Twichell; Вестчестер, 16. јун 1989) америчка је пливачица чија ужа специјалност су маратонске трке слободним стилом у базенима и на отвореним водама. Некадашња је двострука светска првакиња у маратонским тркама на 5 километара на отвореним водама. 
На Олимпијским играма је дебитовала у Токију 2020. у доби од 32 године, чиме је постала најстарији дебитант на Олимпијским играма у историји америчког пливања, још од Игара 1908. године и Џејмса Грина који је дебитовао такође са 32 године.

## Спортска каријера
Твичелова је веома рано почела да се бави рекреативним пливањем, док је са озбиљнијим тренинзима започела током студија на Универзитету Дјук у Дараму. Након завршених студија 2011. започиње своју међународну пливачку каријеру такмичећи се у маратонским тркама на отвореним водама. Успешан деби на међународној сцени је имала у Шангају 2011. на светском првенству где је освојила златну медаљу у екипној маратонској трци на отвореним водама, те бронзу у појединачној трци на 5 километара. Нешто касније исте године освојила је и сребро у трци на 800 метара слободним стилом на Панамеричким играма у Гвадалахари. 
Учествовала је и на Америчким трајалсима за Летње олимпијске игре 2012. али није успела да оствари запаженије резултате у тркама на 400 и 800 метара слободним стилом у којима је пливала. На Универзијади у Казању 2013. је освојила златну медаљу у трци на 10 километара на отвореним водама.  